# Lexias damalis
Lexias damalis is een vlinder uit de onderfamilie Limenitidinae van de familie Nymphalidae. De wetenschappelijke naam van de soort is, als Cynthia damalis, voor het eerst geldig gepubliceerd in 1834 door Wilhelm Ferdinand Erichson.